# Fredericton
Fredericton – miasto w Kanadzie, stolica prowincji Nowy Brunszwik, nad rzeką Saint John. Ośrodek kulturalny, artystyczny i naukowy prowincji. Posiada dwa uniwersytety (UNB i St. Thomas University), kilka instytucji kulturalnych, corocznie odbywa się w nim festiwal Harvest Jazz and Blues Festival. Miasto zamieszkuje 50 535 osób, a zespół miejski 85 688 osób (2006). Fredericton założono w 1785 roku, niespełna 3 lata później stało się stolicą prowincji.
Język angielski jest językiem ojczystym dla 86,3%, a język francuski dla 6,7% mieszkańców (2006).
W mieście rozwinęły się przemysły: włókienniczy, spożywczy, drzewny oraz obuwniczy.

## Miasta partnerskie
- Korea Południowa: Gangnam